# La Cousine Bette (mini-série, 1971)
Pour les articles homonymes, voir La Cousine Bette (homonymie).
La Cousine Bette (Cousin Bette) est une mini-série britannique en cinq parties de 50 minutes réalisée par Gareth Davies (en), adaptée du roman éponyme d'Honoré de Balzac, et diffusée du 7 août au 4 septembre 1971 sur BBC One.
Cette série est inédite dans tous les pays francophones.

## Fiche technique
- Réalisation : Gareth Davies (en)
- Adaptation : Ray Lawler d'après Honoré de Balzac
- Pays de production : Royaume-Uni
- Société de production : BBC
- Date de sortie au Royaume-Uni : 7 août 1971
- Durée : 5 épisodes de 50 minutes

## Distribution
- Margaret Tyzack : Élisabeth Fischer
- Harriet Harper : Hortense Hulot d'Ervy
- Thorley Walters (en) : baron Hulot d'Ervy
- Ursula Howells (en) : baronne Adeline Hulot
- Helen Mirren : Valérie Marneffe
- Colin Baker : comte Wenceslas Steinbock
- John Bryans (en) : Célestin Crevel
- Ericka Crowne : Célestine Crevel
- Esmond Knight : maréchal Hulot
- Davyd Harries : Victorin Hulot d'Ervy

## Épisodes
1. Poor Relations
2. The House for Pleasure
3. Delilah and Her Handmaid
4. Bitter Harvest
5. Family Angel